# Santa Ana Tlachihualpa
Santa Ana Tlachihualpa är en stad i kommunen Temascalapa i delstaten Mexiko i Mexiko. Samhället hade 7 171 invånare vid folkräkningen 2020 och var det folkrikaste samhället i kommunen.

## Etymologi
Tlachiahualli, från nahuatl kan jämföras med dagens spanska mirador (utsiktsplats), med andra ord "plats varifrån man titta". Betydelsen av Tlalli kan även komma från blöt och bördig jord.

## Samhälle
I Santa Ana Tlachihualpa finns förskolor, grundskolor, sekundär utbildning, två gymnasium och en högskola. Staden är även känd för den årliga festivalen Santa Cruz. Genom Santa Ana Tlachihualpa passerar motorvägen Carretera Federal 85, Mexico City till Pachuca de Soto.